# آلمانی شوابی

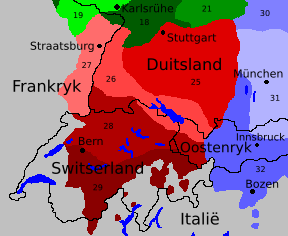
پراکندگی گویشوران شوابی در نقشه با رنگ قرمز نشان داده شده است

شوابی نام گروهی از گویش‌های آلمانیش از شاخه آلمانی بالاست. گویشوران آن بیشتر در دو ایالت جنوبی آلمان یعنی بادن-وورتمبرگ و بایرن زندگی می‌کنند.
دامنه این گویش‌ها از شوابی استاندارد (در شهر اشتوتگارت) تا گویش‌های غلیظ تر در مناطق روستایی تغییر می‌کند. افراد مسن تر قادرند تنها با شنیدن لهجه فرد، روستای محل زندگی وی را تشخیص دهند. فهمیدن گویش شوابی برای گویشوران زبان آلمانی استاندارد دشوار است، به خصوص که واژگان شوابی تفاوت بسیاری با واژگان آلمانی استاندارد دارد.
گویش شوابی به گروه زبان‌های آلمانیش تعلق دارد. زبان‌های آلمانیش خود به همراه زبان‌های اتریشی-باواریایی خانواده زبان‌های آلمانی بالا را تشکیل می‌دهند. شوابی را می‌توان به سه دسته اصلی شوابی شرقی، شوابی غربی و شوابی مرکزی تقسیم‌بندی کرد.